# Nemestrinus melaleucus
Nemestrinus melaleucus är en tvåvingeart som först beskrevs av Friedrich Hermann Loew 1873.  Nemestrinus melaleucus ingår i släktet Nemestrinus och familjen Nemestrinidae. Inga underarter finns listade i Catalogue of Life.